# Wereldkampioenschappen schoonspringen 2019 – tienmetertoren synchroon vrouwen
Het synchroonspringen vanaf de tienmetertoren voor vrouwen tijdens de wereldkampioenschappen schoonspringen 2019 vond plaats op 14 juli 2019 in het Nambu University Municipal Aquatics Center in Gwangju.

## Uitslag
Finalisten zijn de eerste 12 genoemde deelnemers, aangegeven met groen.
| Rang   | Land                | Namen                                   | Voorronde | Voorronde | Finale        | Finale        |
| Rang   | Land                | Namen                                   | Punten    | Rang      | Punten        | Rang          |
| ------ | ------------------- | --------------------------------------- | --------- | --------- | ------------- | ------------- |
| Goud   | China               | Lu Wei Zhang Jiaqi                      | 317.82    | 1         | 345.24        | 1             |
| Zilver | Maleisië            | Leong Mun Yee Pandelela Rinong          | 297.18    | 3         | 312.72        | 2             |
| Brons  | Verenigde Staten    | Samantha Bromberg Katrina Young         | 295.38    | 4         | 304.86        | 3             |
| 4      | Canada              | Meaghan Benfeito Caeli McKay            | 298.11    | 2         | 304.05        | 4             |
| 5      | Rusland             | Jekaterina Beljajeva Joelia Timosjinina | 288.00    | 5         | 291.30        | 5             |
| 6      | Verenigd Koninkrijk | Eden Cheng Lois Toulson                 | 281.10    | 7         | 289.14        | 6             |
| 7      | Italië              | Noemi Batki Chiara Pellacani            | 280.86    | 8         | 280.38        | 7             |
| 8      | Australië           | Emily Chinnock Melissa Wu               | 274.20    | 9         | 277.44        | 8             |
| 9      | Mexico              | Gabriela Agúndez Alejandra Orozco       | 281.28    | 6         | 274.68        | 9             |
| 10     | Zuid-Korea          | Cho Eun-bi Moon Na-yun                  | 256.86    | 12        | 261.12        | 10            |
| 11     | Roemenië            | Nicoleta Muscalu Antonia Pavel          | 258.78    | 11        | 260.82        | 11            |
| 12     | Duitsland           | Christina Wassen Tina Punzel            | 264.48    | 10        | 258.40        | 12            |
| 13     | Noorwegen           | Anne Tuxen Helle Tuxen                  | 231.60    | 13        | Uitgeschakeld | Uitgeschakeld |
| 14     | Macau               | Leong Sut In Leong Sut Chan             | 192.39    | 14        | Uitgeschakeld | Uitgeschakeld |